# Distretto di Saru
Il distretto di Saru (沙流郡?) è uno dei distretti della Sottoprefettura di Hidaka, Hokkaidō, in Giappone.
Attualmente comprende il solo comune di Biratori e Hidaka.
| Controllo di autorità | VIAF (EN) 256243954 · NDL (EN, JA) 00634879 |